# 埃普克·宗德兰
埃普克·宗德兰（荷蘭語：Epke Zonderland；1986年4月16日—）是一位荷蘭體操運動員。他代表荷蘭參加了2012年倫敦奧運會，並且在單槓比賽上獲得金牌。他是第一位赢得体操个人项目奥运奖牌的荷兰运动员。他也在2013年世界體操錦標賽和2011年及2014年歐洲體操錦標賽上獲得單槓項目的金牌。他在格羅寧根大學主修醫學。